# NGC 7578
NGC 7578 est une paire de galaxies relativement éloignée et située dans la constellation de Pégase. Cette paire est constituée de PGC 70933 au sud et de PGC 70934. NGC 7578 a été découverte par l'astronome germano-britannique William Herschel en 1784.
Les données plus complètes de PGC 70933 et de PGC 70934 se trouvent sur leur page respective. Dans son catalogue des galaxies particulières, Halton Arp n'indique rien de spécial au sujet de ces deux galaxies, sinon qu'elles font partie du catalague dans l'Atlas and Catalogue of Interacting Galaxies de Boris Vorontsov-Veliaminov sous la désignation VV181.

## Groupe compact de Hickson 94
La paire de galaxies de NGC 7578 fait partie du groupe compact de Hickson 94,. Ce groupe comprend sept galaxies. L'utilisation de la notation non conventionnelle NGC 7578A et NGC 7578B combinée à l'inversion des lettres A et B pour les désignées dans le group compact de Hickson est vraiment un malheureux choix qui porte à confusion. HCG 94A est la galaxie PGC 70934 désignée comme NGC 7578B par la base de données NASA/IPAC et par Wolfgang Steinicke, et HCG 94B est la galaxie PGC 70933 désignée comme NGC 7578A par ces deux mêmes sources,. 
Les 5 autres galaxies du groupe sont PGC 70943 (HCG 94C), PGC 70936 (HCG 94D), PGC 70937 (HCG 94E), PGC 70939 (HCG 94F) et PGC 70941 (HCG 94G).  

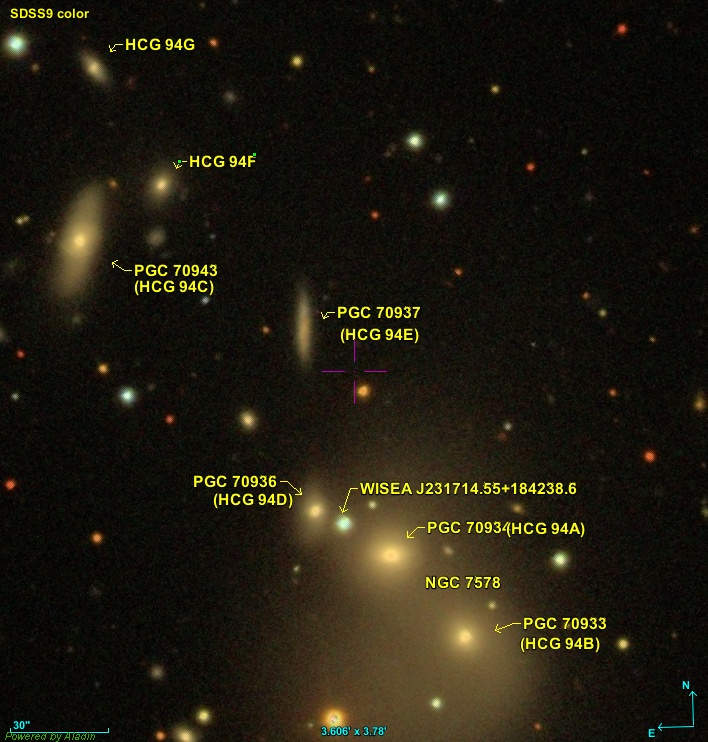
Groupe compact de Hickson 94 par le relevé SDSS.